# Ilargus coccineus
Ilargus coccineus är en spindelart som beskrevs av Eugène Simon 1901. 
Ilargus coccineus ingår i släktet Ilargus och familjen hoppspindlar. Inga underarter finns listade i Catalogue of Life.